# ديبورا ألين
ديبورا ألين (بالإنجليزية: Deborah Allen)‏ (و. 1953  م) هي مغنية، ومغنية مؤلفة، وعازفة قيثارة، وعازفة بيانو أمريكية، ولدت في ممفيس، تينيسي، تستخدم آلات قيثارة.

## روابط خارجية
- ديبورا ألين على موقع IMDb (الإنجليزية)
- ديبورا ألين على موقع ميوزك برينز (الإنجليزية)
- ديبورا ألين على موقع إن إن دي بي (الإنجليزية)
- ديبورا ألين على موقع ديسكوغز (الإنجليزية)
- ديبورا ألين على موقع قاعدة بيانات الفيلم (الإنجليزية)